# 大衛·安德森 (政治人物)
大衛·安德森（David Anderson，1953年12月3日—）是一位英格蘭政治人物，他的黨籍是工黨。自2005年開始，他擔任布萊登 選區選出的英國下議院議員。他出生在桑德蘭，畢業於杜倫大學。